# Strada europea E763
La strada europea E763 è una strada di classe B che inizia a Belgrado, in Serbia e termina a Bijelo Polje, in Montenegro.
Il percorso è il seguente: Belgrado - Čačak - Užice - Nova Varoš - Prijepolje - Bijelo Polje.